# Castello di Castelsardo
Il Castello di Castelsardo (a volte chiamato Castello Bellavista) è un castello medievale, in gran parte conservato, arroccato su un colle nel nord della Sardegna sul Golfo dell'Asinara, nella provincia di Sassari. Sia il castello che il borgo furono protetti nel Medioevo da una cinta muraria.

## Storia
Seguendo quanto riportato dallo storico del XVI secolo Giovanni Francesco Fara, in passato gli studiosi tradizionalmente lo reputavano costruito nel 1102, così come l'anno 1111 si pensava fosse la data di fondazione del suo borgo, sulla base della lettura della scritta nell'antica campana del campanile del Comune. Invece, i recenti scavi dell'Università di Sassari, guidati dal Prof. Marco Milanese, hanno stabilito che il castello è stato costruito nella seconda metà del XIII secolo, mentre ancor più di recente il Dott. Giuseppe Piras, epigrafista, ha studiato e riletto l'epigrafe della campana stabilendo in modo indiscutibile che l'anno riportato sia il 1604 e non il 1111.  
Il castello venne edficato dalla nobile famiglia genovese dei Doria come "Castel Genovese" o "Castrum Januae" ed ebbe grande importanza strategica. Fino al XV secolo, la città e il castello erano la sede dei Doria e servivano a controllare i possedimenti nel Nord-ovest della Sardegna. A Castelsardo ci fu significativo afflusso di famiglie liguri e corse.
I Doria costruirono il borgo e il castello come repubblica cittadina, secondo il modello ligure, con il proprio codice di leggi, gli Statuti di Galeotto Doria e il motto “Pax et Bonum Rempublicam conservatore”. 
I Doria si unirono in seguito con il Giudicato di Arborea, attraverso il matrimonio di  Brancaleone Doria con la giudichessa Eleonora d'Arborea, e parteciparono attivamente alla guerra sardo-catalana. 
Conquistato nel 1448 dalla Corona d'Aragona come ultimo territorio sardo, il castello fu poi chiamato "Castel Aragonese". Il luogo divenne città reale ("Città regia della Sardegna"). Nel 1586, terminò la costruzione della Concattedrale di Sant'Antonio Abate, sede episcopale.
Dal 1767 e con il dominio della Casa Savoia, il castello e la città ricevettero l'attuale nome Castelsardo. Per secoli il castello fu occupato dai militari; fino a qualche decennio fa fungeva ancora da caserma dei Carabinieri.

## Descrizione
Il castello è circondato da un anello di mura ancora completo, visibile principalmente verso sud e che si scontra con la roccia della montagna. L'intero complesso si sviluppa in direzione est-ovest, con una larghezza di circa 100 metri. In direzione nord-sud, misura solo circa 25 metri. Gli edifici interni, di diversi livelli e altezze di piano, dei quali oggi si conservano sette case separate, sono collegati da una piccola strada. Il lato occidentale guarda verso il mare. L'accesso avviene da est a nord, tramite una ripida rampa che conduce alla porta al centro nord, il cui ingresso potrebbe essere fiancheggiato e controllato da edifici su tre lati in un piccolo cortile. 
Una cisterna per l'acqua piovana con un piccolo pozzo coperto, nella zona orientale del castello, indica le difficoltà di approvvigionamento idrico.

## Uso attuale
Oggigiorno, nelle sale rinnovate del castello, è ospitato il MIM, "Museo dell'Intreccio Mediterraneo"; nella sala X vengono proposte mostre e esposizioni temporanee di artisti locali e nazionali.
All'interno del castello sono presenti inoltre alcune riproduzioni di armi d'assedio del periodo medievale

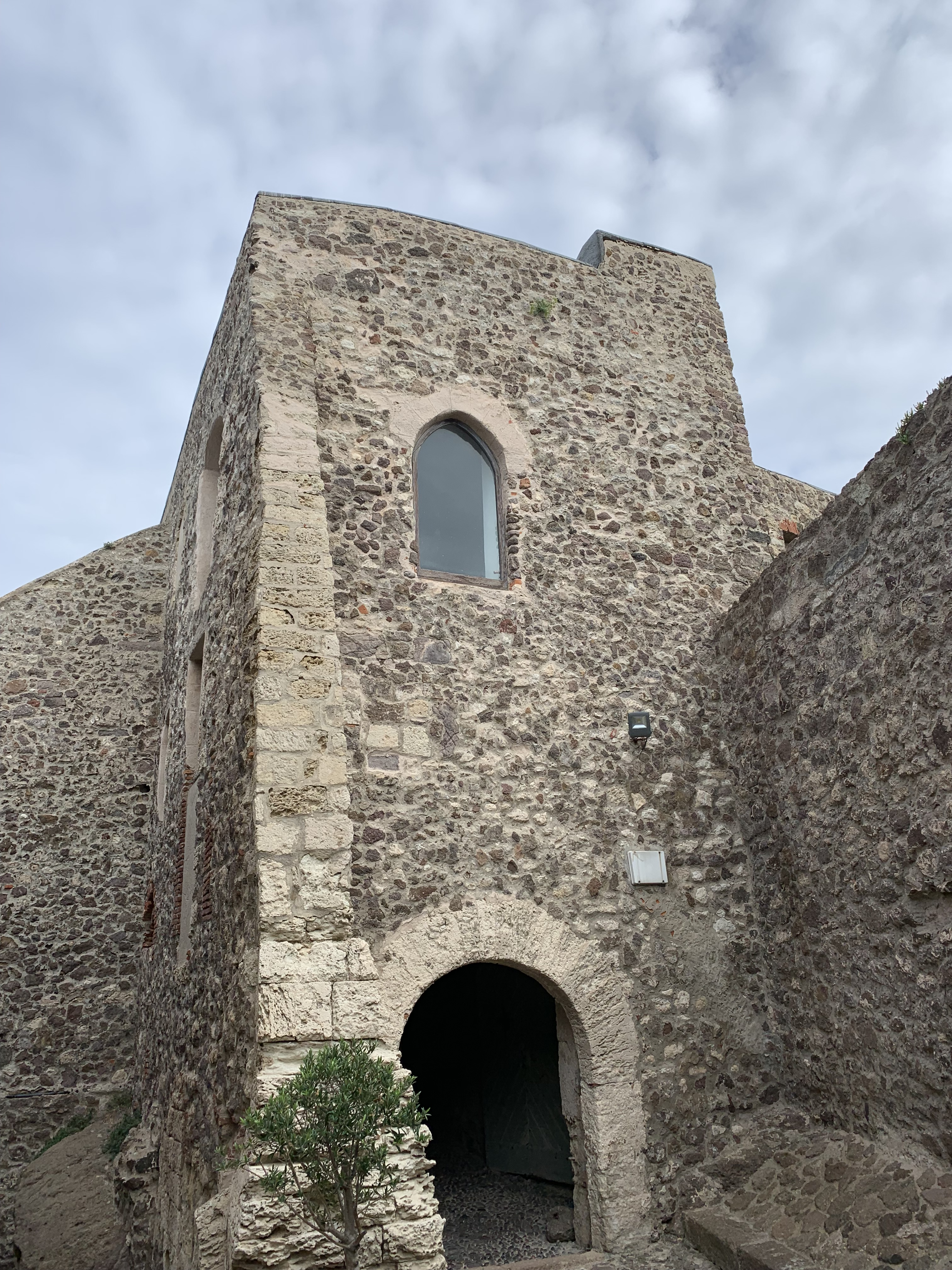
Scorcio interno
Panoramica esterna
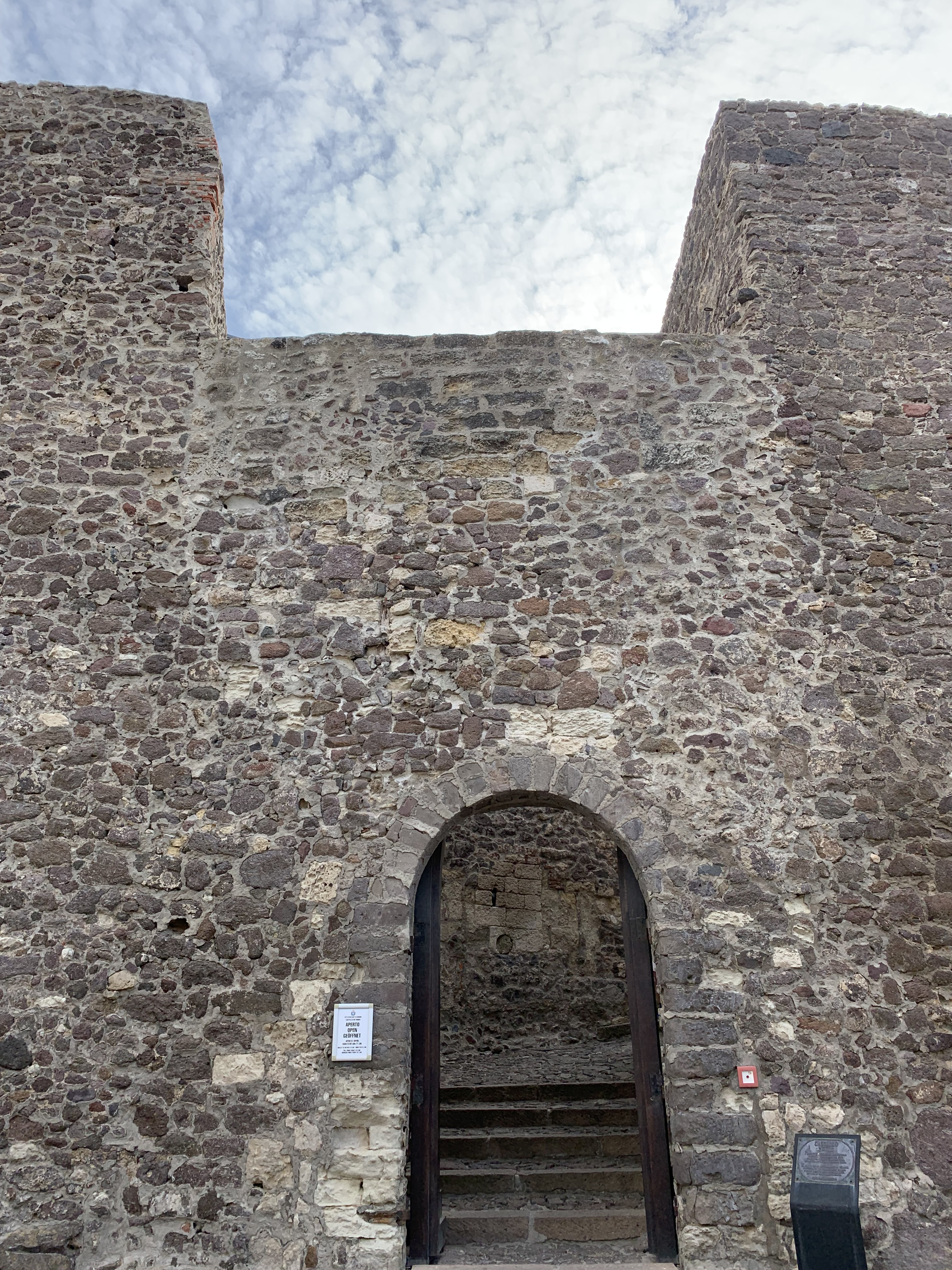
Ingresso
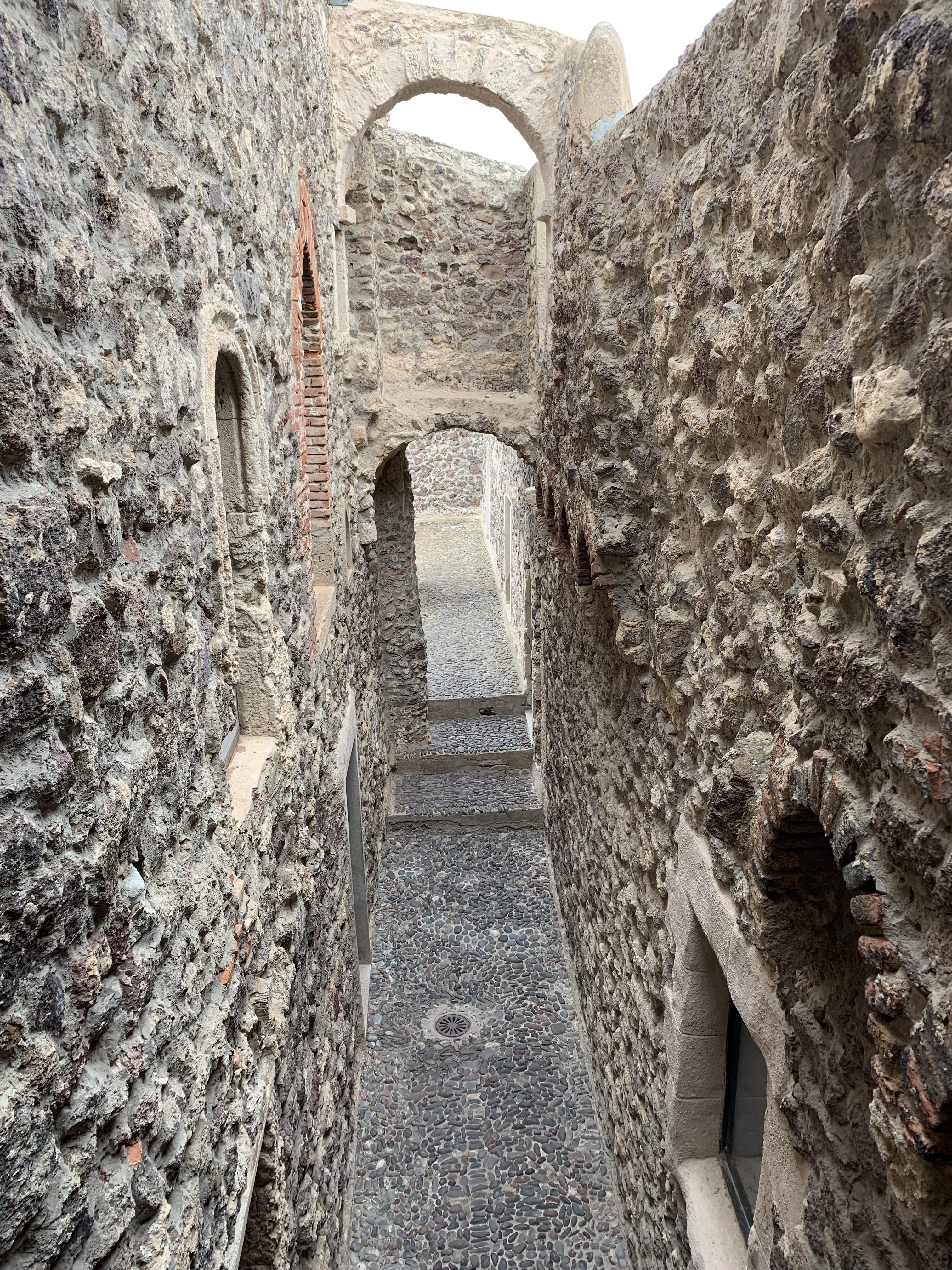
Vicolo interno
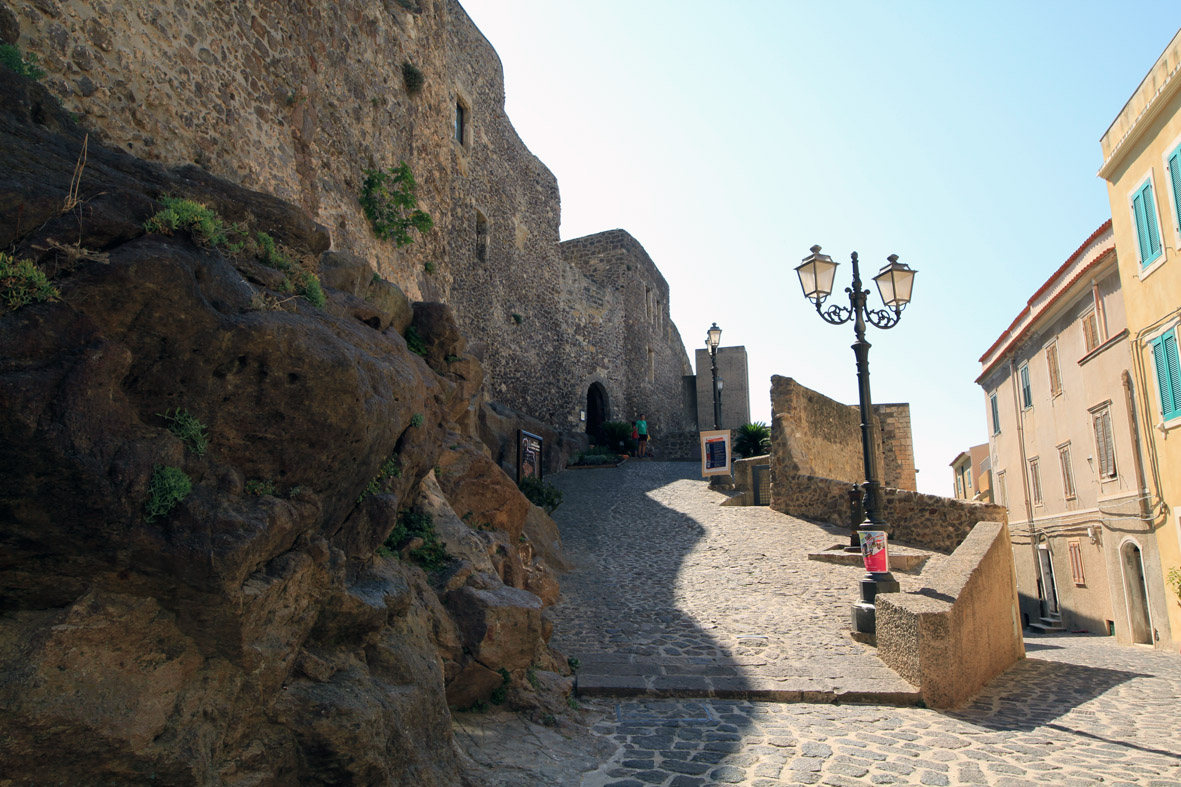
La salita per il castello
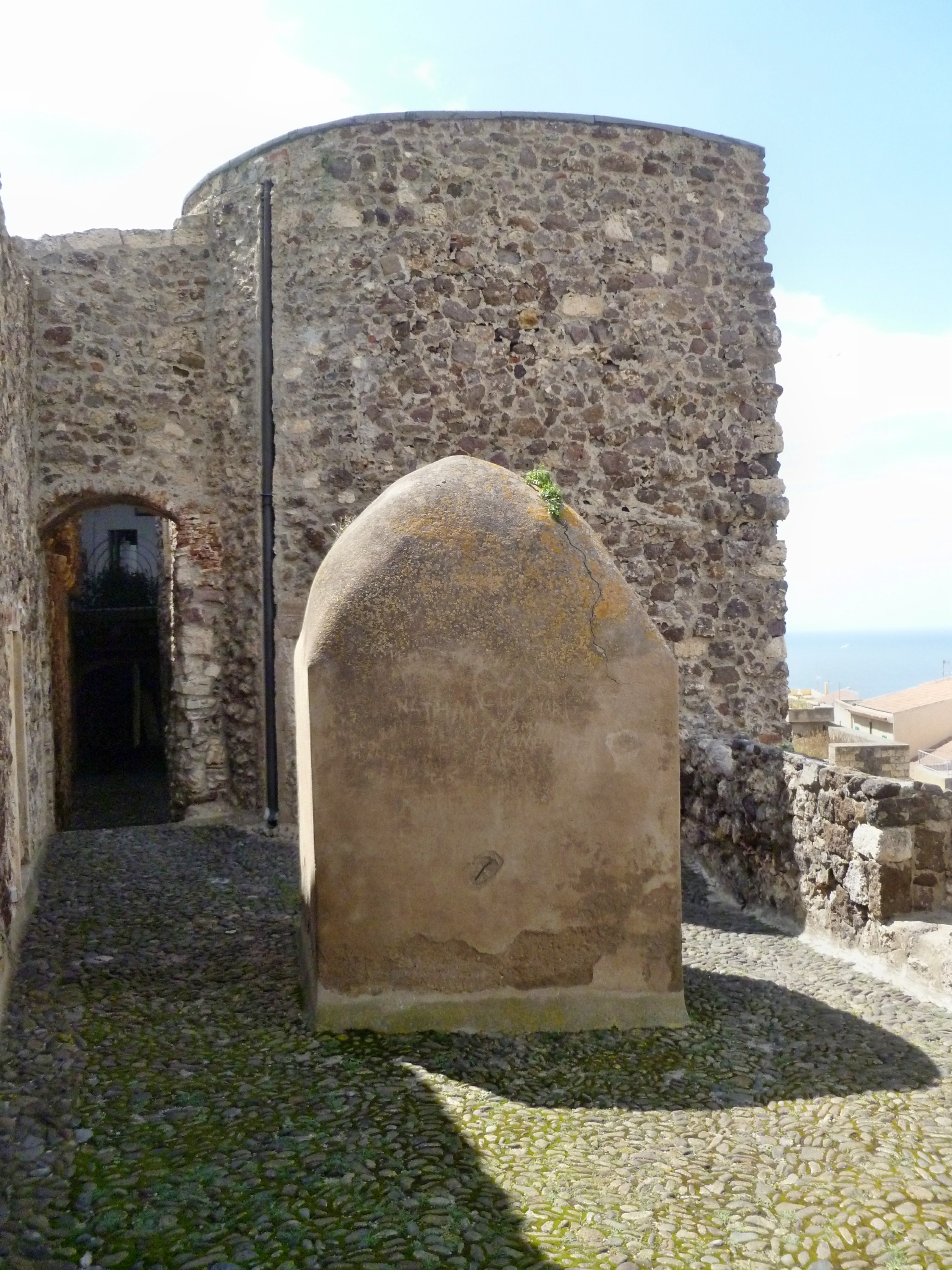
Una delle cisterne
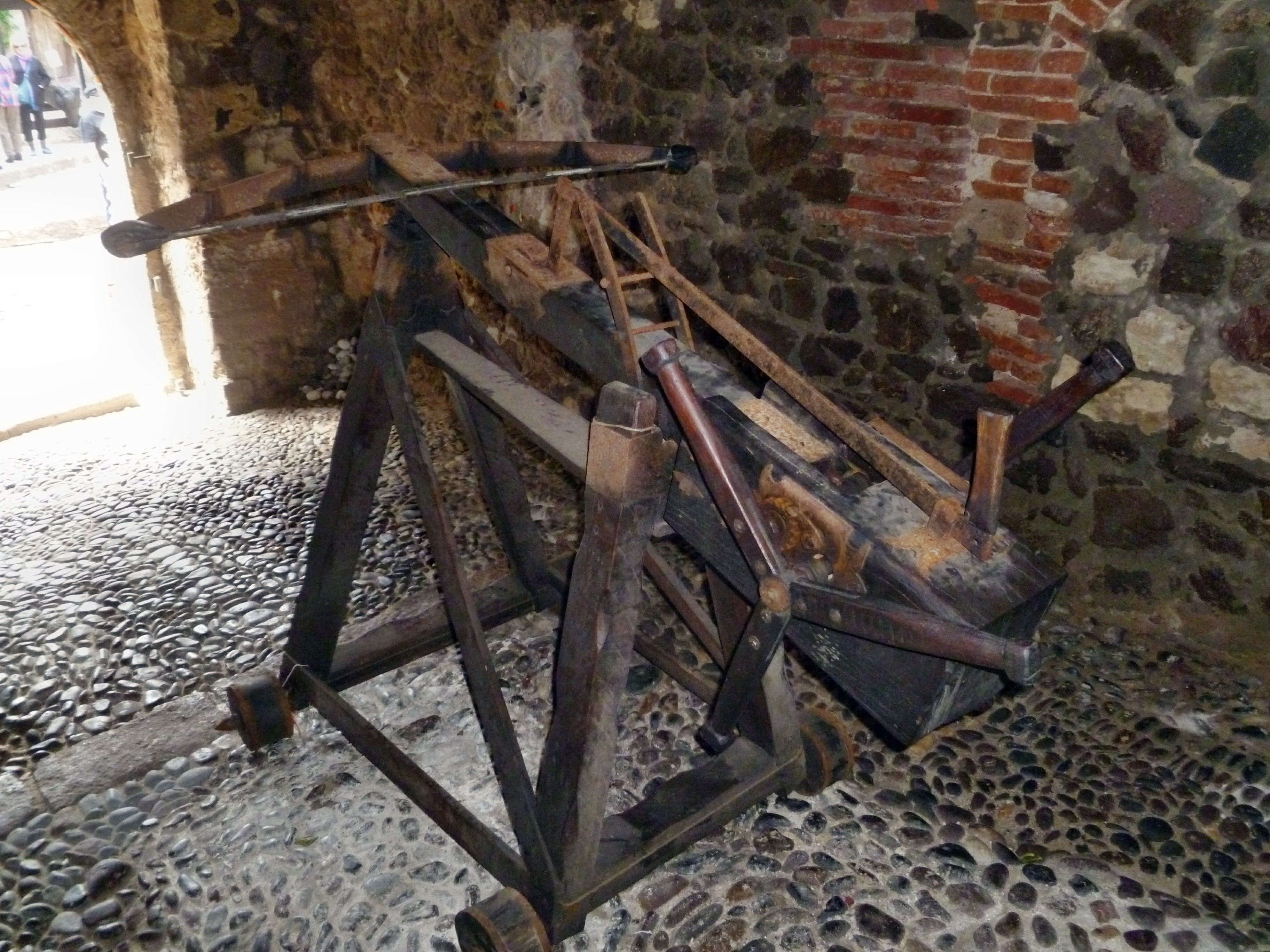
balestra
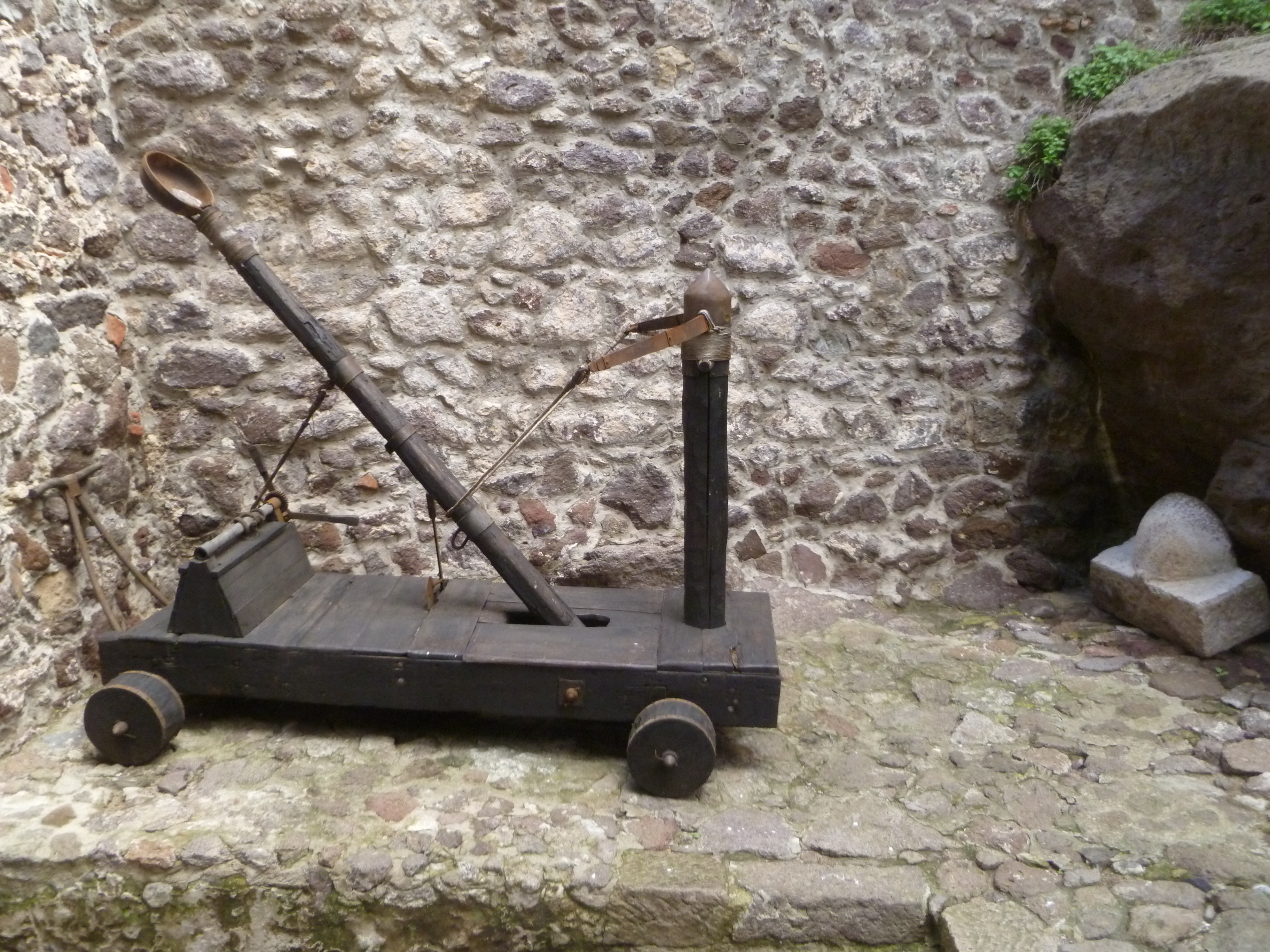
onagro
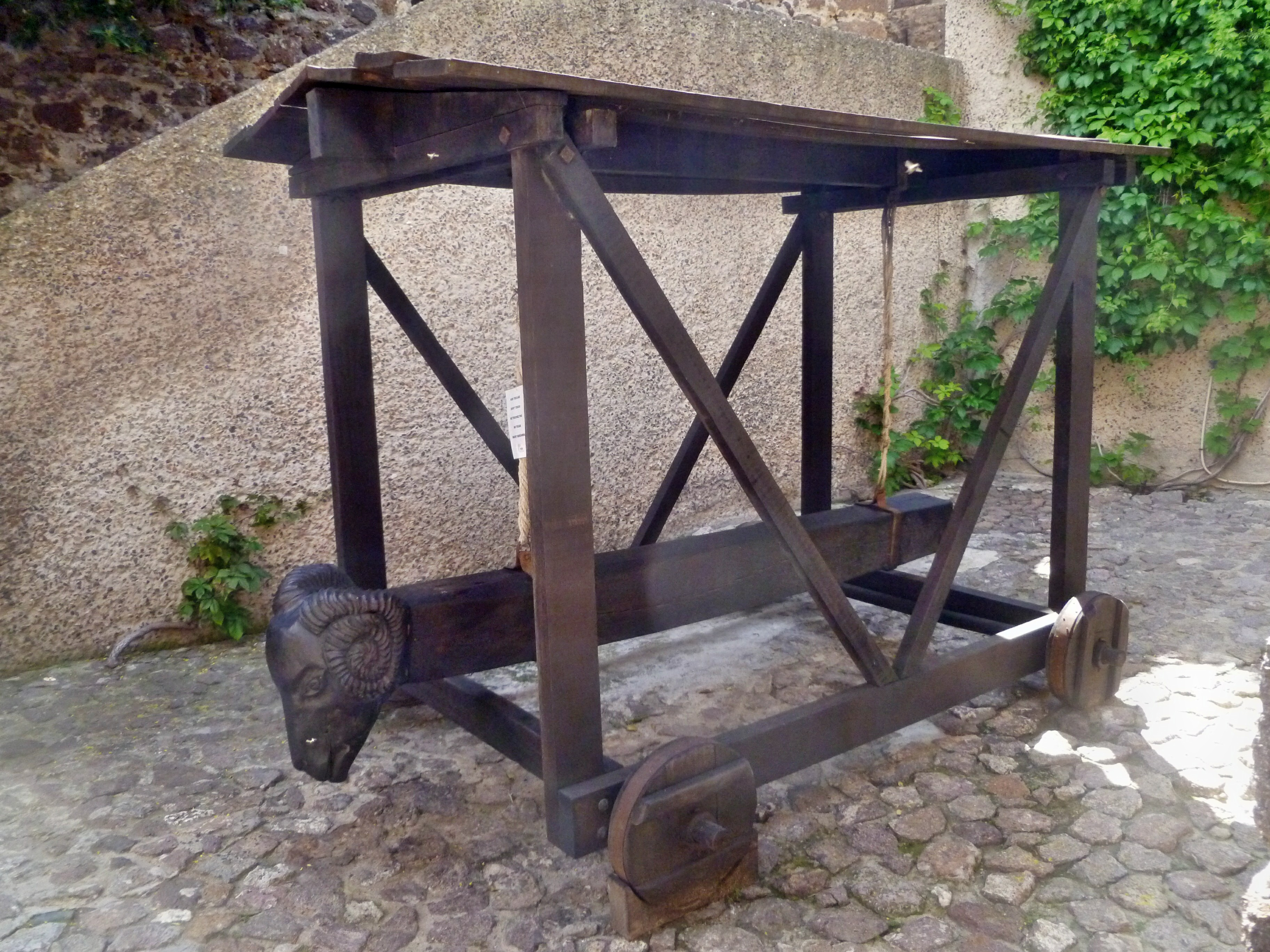
ariete
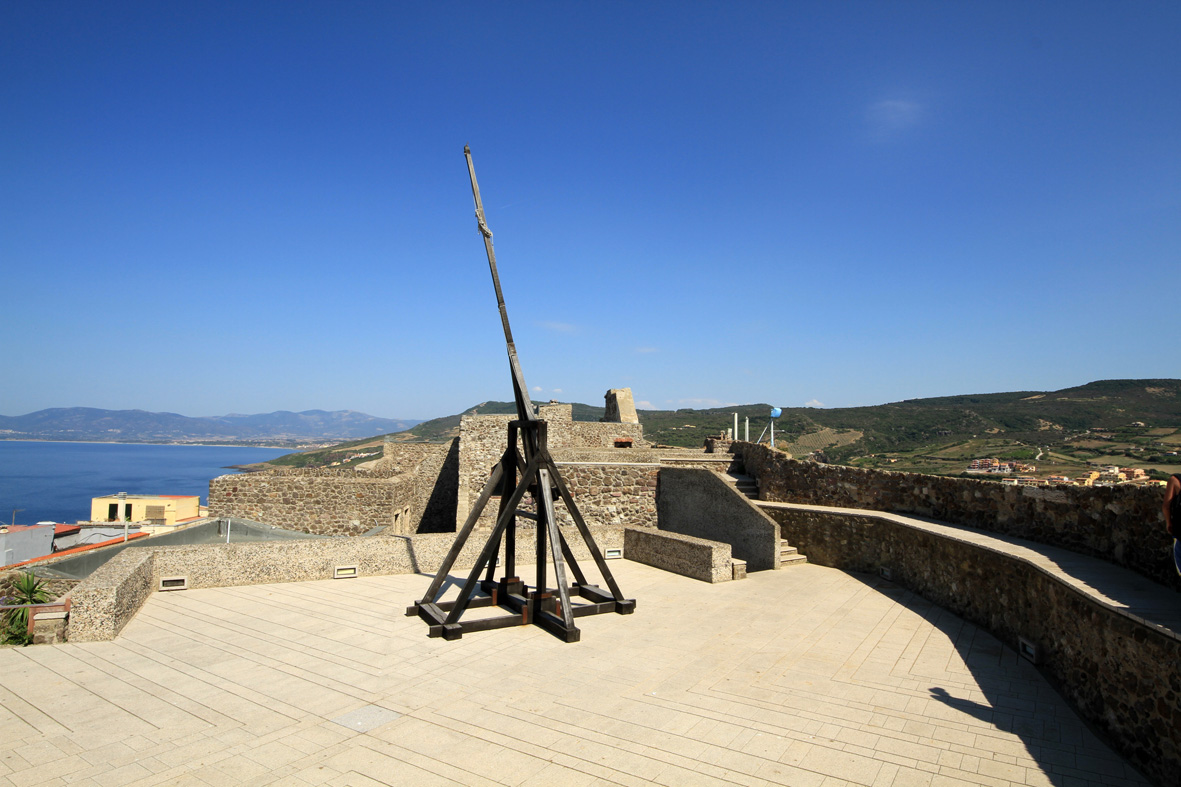
piccolo trabucco

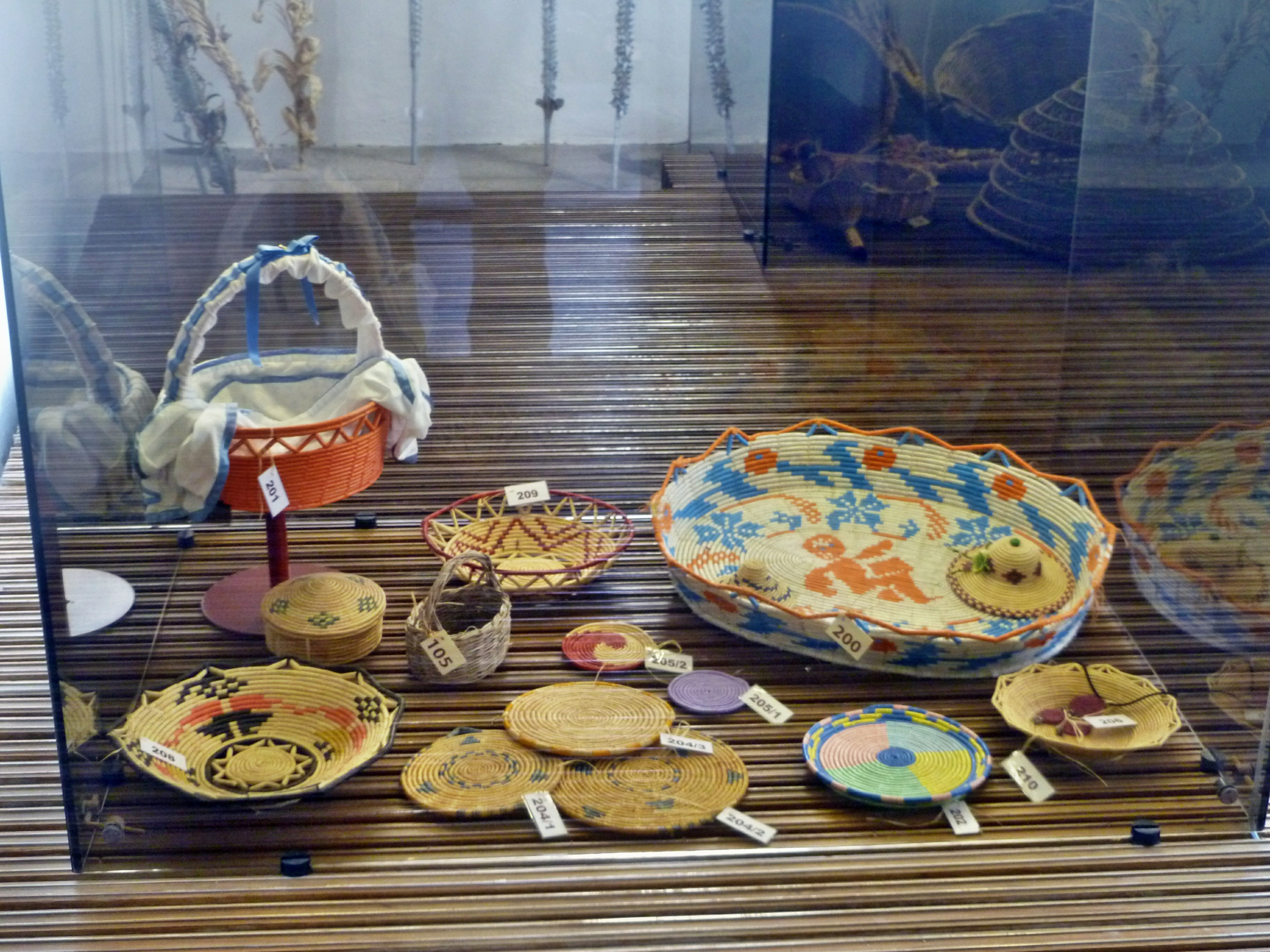
Testimonianze di vimini sardi
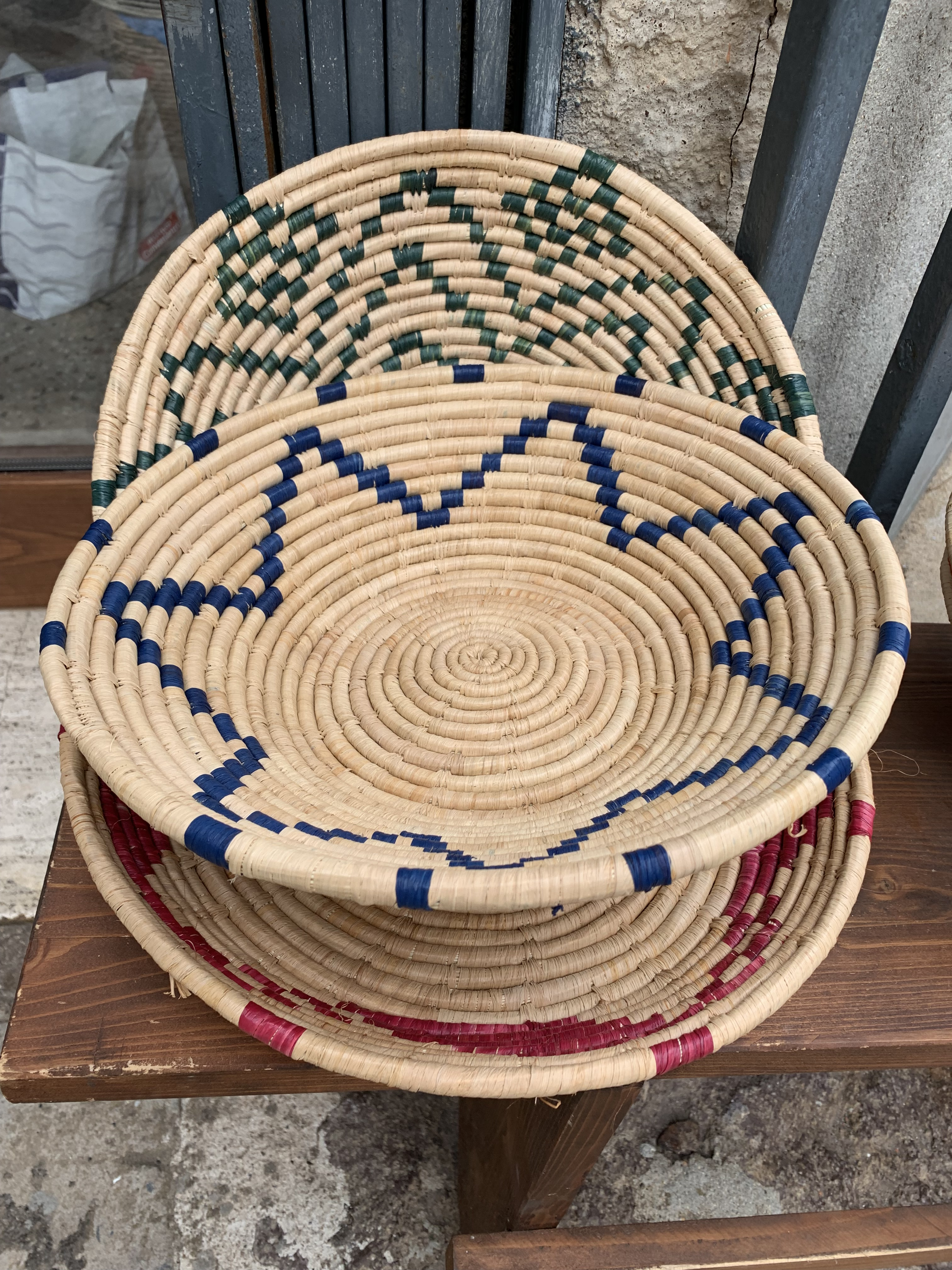
Cesto intrecciato